# Советско-Румынский военный конфликт 1917—1918

### Предыстория

#### Первая мировая война, Румыния и Россия
17 августа 1916 года, в Бухаресте между странами Антанты и Румынией был подписан договор о союзе. Румыния вступила в Первую Мировую войну на стороне Антанты. Но эта идея оказалась неудачной. Наступление на Трансильванию, принадлежавшую Австро-Венгрии сразу же захлебнулось, а вскоре последовал и ответный удар Центральных Держав.  Уже 6 декабря 1916 года был взят Бухарест, а через месяц пала вся Валахия. От капитуляции Румынию удержали только русские войска. Был создан Румынский фронт русской армии, в который вошли Дунайская армия, 6-я армия из Петрограда, 4-я армия из состава Западного фронта и 9-я армия из состава Юго-Западного фронта, а также остатки румынских войск. Вплоть до Октябрьской революции сильных изменений на фронте не происходило. Крестьяне, не желающие воевать за чужие интересы уходили домой по всему фронту, однако на фронте румынском это сделать было затруднительно (ведь расположение его было на территории другого государства), поэтому он пострадал в меньшей степени. Интересно, что незадолго до этого фронт был переименован в украинский, объединившись с юго-западным. Такое название дал генерал Щербачёв, не признавший ни большевистскую власть, ни власть УНР, в дальнейшем важная для нас фигура.
26 ноября 1917 года Румыния капитулировала, в результате лишившись многих территорий, оставшихся под оккупацией Центральных Держав. Русская армия теперь была не нужна, часть сил осели в Румынии, часть остались на службе румынскому королю или сохраняли свою независимость (впоследствии из таких частей будет совершён поход к Дону), а часть солдат ушли домой или в соседнюю ещё русскую Бессарабию.

#### Революция и Бессарабия
Почти сразу с Октябрьской революцией в Бессарабии была провозглашена советская власть. Но не во всей, а лишь на юге. Это произошло 5 декабря 1917 года, а за день до этого события Сфатул Цэрий объявил о создании Молдавской Народной Республики, однако признавали этот орган далеко не все, хотя и неоспорима его главенствующая роль в провозглашении независимого государства на территории Бессарабии, т.е. единой власти не было, творилась революционная анархия, как по всей России, так и здесь.

### Захват Бессарабии Румынией и советское сопротивление.

#### Военные действия
Первая попытка захода румынской армии на территорию Бессарабии относится примерно к 20 декабря 1917г. Тогда она начала своё вторжение с согласия того самого Щербачёва, который, вероятно, считал, что это необходимо для охраны русских и румынских границ и поддержания порядка и спокойствия в тылу "Румынского фронта", по крайней мере, предлог для вторжения был таков. Однако, к 24 декабря этот небольшой контингент был полностью разбит местными большевиками и оттеснён обратно за Прут. Тогда Румынии на помощь пришли Германия и Австро-Венгрия, заключив с ней даже договор. К этому моменту Кишинёв (столица Бессарабии) уже перешёл под контроль большевиков. Далее румыны пытались прорваться к Кишинёву 6 и 9 января 1918 года на поезде, но оба раза неудачно. 9 января также был разбит румынский отряд в Сипотени, отставленный там во время похода на Кишинёв в этого же дня. 10 января большевики по непонятным причинам (скорее всего стратегическим, чтобы освободить силы для других фронтов) покидают Кишинёв, а 13 в него приходят румыны, начиная далее занимать без сопротивления южные и северные районы Бессарабии. с 15 по 18 января идёт битва за Бендеры. Большевики отступают, 19 числа город взят румынской армией. 20 января большевики вновь заходят в Бендеры при поддержке подкрепления из Одессы, присланного двумя бронепоездами, но 21 вновь уходят из него. 22 января румыны берут Измаил - на этот город советская власть так и не распространилась. Итак, Румыния полностью завладела Бессарабией, за исключением, разве что, Белгорода-Днестровского. Кроме того, известна неудачная попытка форсирования Днестра румынами 29 января 1918 года, которая по итогу была отбита. Около конца февраля красная армия нанесла серьёзное поражение румынской, нанеся удар южнее Тирасполя - в район поселения Кицканы, на другом берегу Днестра.
| Число                | Запись |
| -------------------- | --- |
| 1 января             | Новый год встречал в церкви. Весь день был свободен, лишь за исключением того, что ходил на перепись вагонов. День провел неважно, все время думая, что-то даст нам новый, наступающий 1918 г. |
| 2 января             | Ничего нового нет, служба идет своим чередом. |
| 3 января             | Все по-старому, разве за исключением слухов и появившихся заметок в газетах о вводе румынских войск в Бессарабию. |
| 4 января             | Служба по-старому, брат уехал в Одессу. Слухи о румынах усиливаются. |
| 5 января             | Настроение в связи с вводом румынских войск тревожное, население вооружается. |
| 6 января             | С утра трансильванцы [румыны] прибыли на станцию, которая в это время уже была окружена большевиками. Произошло сражение, в котором трансильванцы были разбиты, часть была взята в плен, часть разбежалась по направлению бойни и начала скрываться в камышах. За ними погнались наши железнодорожные батальоны. Одним из выстрелов был убит солдат ж/д батальона Семен Тараканов. Настроение тревожное. Солдаты вскрыли магазины с винтовками и начали вооружаться. Как они, так и вольные. В 3 ч. появляется над городом румынский аэроплан, который был встречен адским ружейным и пулеметным огнем, а потом и артиллерией. Аэроплан быстро скрылся. Поезда остановились, и только воинские поезда отходят в Гидигич. Есть слухи, что румыны в Гидигиче. С 9 и до 2 ч. спать нельзя. От артиллерийского огня дрожат стекла. Это наша артиллерия обстреливает села Гидигич и Кожушно, занятые румынами. В городе никто не спит, так как спать все равно никто не может. |
| 7 января             | День прошел спокойно, но носились тревожные слухи о приближении румын. |
| 8 января             | Посылаются эшелоны в Гидигич для боя с румынами, которых, как потом выяснилось, там не оказалось. |
| 9 января             | Приезжает эшелон 4‑й и 5‑й роты 11‑го ж/д батальона, и рассказывают, как разбили румын под Сипотенами. А именно первый эшелон румын пошел на Кишинев через Корнешты в Калараш, не оставляя нигде патрулей. Ж/д роты остались в Корнештах. Когда жители Калараша начали бить румын, то они бросились обратно, а железнодорожники взорвали путь под Сипотенами и принудили румын сдаться. Вечером эшелон прибыл в Кишинев, где его разграбили. Служащие поднимают бунт за то, что им не уплачено жалованье, угрожая расправой с начальством. |
| 10 января            | Открытый бунт служащих с начальством. Деньги обещают выдать. Большевики оставляют город. С утра тянутся длинные вереницы войск. На станции ж/д батальон устроил собрание и порешил уезжать. Сами составляют состав и целую ночь маневрируют. |
| 11 января            | Бунт подымается по всей станции. Железнодорожники уезжают, оставляя часть своих солдат. Носятся слухи, что румыны уже в Калараше. |
| 12 января            | Все русские части окончательно покидают город. Служащим дают жалованье. Идет проверка, что увезли большевики, а что нет. |
| 13 января            | Город в напряженном состоянии в ожидании прихода румын. Вечером вступают румыны. |
| 14 января            | Парад. Молебствие румынских войск. |
| 15–16–17–18 января   | Румыны подступают к Бендерам. Их встречают огнем. |
| 19–20 января         | Вступление румын в Бендеры. Их встречают неважно. Большевики отступили к Тирасполю. |
| 21 января            | Большевики, подкрепленные силами из Одессы и двумя блиндированными поездами, отбили Бендеры, но ненадолго. Вечером румыны опять вступили в Бендеры, отогнав большевиков. |
| 22 января            | Расправа румын с населением и ж/д служащими, содействующими вступлению большевиков. Всех мужчин выталкивают из подвалов, ставят шеренгами и, не обращая внимания на мольбы жен и детей, расстреливают. Много было несчастий, много слез пролито в этот день. Из эпизодов могу описать один. Один машинист – ж/д служащий в Кишиневе, а жена его была в Бендерах. Во время первого вступления в Бендеры румын поехал туда узнать, как жена, здорова или с ней несчастье. В это время большевики вступили в Бендеры. Их выгнали, и началась расправа. Его, совсем невинного, вытащили из подвала – и к расстрелу. Как издевались, глумились, грабили, били – рассказать невозможно. Потом их выставили в шеренгу и отсчитывали: девять в сторону, 10‑й – на расстрел. И вот он попался десятым. Его отвели. Священник выполнил долг, и им сначала всыпали по 25. Говорить, что невиновен, было нельзя. Их выставили к расстрелу в шеренгу и начали готовить пулеметы к стрельбе. Как вдруг офицер, командующий пулеметом, заметил его, а он этому офицеру оказал какую-то услугу. Офицер попросил священника, и вместе со священником пошли к генералу, стали на колени и начали просить его. Генерал долго не соглашался. Потом простил. Массу служащих расстреляли. Около 270 человек. |
| 23 января – 30 марта | Ничего особенного не произошло, кроме слуха об увольнении служащих, поступивших [на службу] во время войны. Денег не платили, а потом выплатили. В Бендерах начали раскапывать трупы и хоронить, так как румыны, как только убивали, сейчас же и закапывали неглубоко, так что потом собаки начали вырывать их. Были назначены особые люди, которые следили за собаками. Где только собаки собрались кучей, там и начинали рыть. Так и находили. Большевики больше полутора месяцев держались в Тирасполе, а потом подошли немцы, которые их прогнали. |

#### Заключение мирного договора
Под давлением стран Антанты мирный договор был подписан 5 и 9 марта Румынией и РСФСР соответственно. В него входили следующие пункты
1. В течение двух месяцев румынские войска покидают Бессарабию, и та возвращается под контроль российской сторон
2. Сразу после подписания договора обеспечение порядка в регионе и недопущение анархии переходит местной милиции, а не румынским войскам, как это планировала румынская сторона
3. Российская и румынская стороны обмениваются арестованными и пленниками
4. Румыния не будет предпринимать военных действий по отношению к местному населению и Красной Армии
5. Российская сторона должна предоставить Румынии излишек пищи, хранящейся на складах, после удовлетворения потребностей своих солдат
6. В случае непредвиденной ситуации румынские войска имеют право искать убежище на территории, подконтрольной Красной Армии
7. В случае совместных военных действий Красной Армии и румынских войск против третьей стороны (под ними подразумевались Центральные державы) между командованиями армиями должен быть установлен контакт
8. В случае возникновения новых противоречий российская и румынская сторона должны их уладить путём переговоров при посредничестве США, Великобритании и Франции

Этот договор подписывали С советской стороны Х. Раковский, М. Брашеван, В. Юдовский и М. Муравьёв, а с румынской — министр иностранных дел и председатель совета министров А. Авереску.
Однако, на следующий же день, воспользовавшись февраль-майским наступлением 1918 г. Германии на Украину, Румыния захватила последний город в Бессарабии, оставшийся под властью большевиков - Белгород-Днестровский, тем самым нарушив договор. Впрочем, заключать повторно после победы революции в России мир не пришлось.

### Итоги
10 декабря 1918 года король Румынии Фердинанд I официально объявил о присоединении МНР (Бессарабии) к Румынии. Молдавская интеллигенция в большей степени была за это решение, подобные предложения в Сфатул Цэрий вносились его членами ещё в 1917 году, но вот простой народ был против этого. От части по причинам национальным, простые молдаване себя румынами не считали, от части по идеологическим, большая часть крестьян и рабочих мечтала о социалистических порядках на соей родине, недаром в через 20 лет по всей Бессарабии приход советской власти встретили ликованием. Были и восстания против румынской власти, например  Хотинское восстание 1919 года на севере (причиной послужила национальность, но восстали не молдаване, а украинцы) или Татарбунарское восстание 1924 г. на юге (здесь причиной была борьба за социализм).
СССР впоследствии выдвигал территориальные претензии к Румынии на Бессарабию. В частности, это отразилось на советских картах тех времён. 